# 扎拉賽
扎拉賽是立陶宛的城市，位於該國東北部，距離首府烏田納49公里，由烏田納縣負責管轄，海拔高度134米，2010年人口7,571。第二次世界大戰期間，納粹德國在1941年8月26日大規模殺害當地猶太人居民。

## 外部連結
- Virtual Tour of Zarasai （页面存档备份，存于）
- Official page （页面存档备份，存于）
- Zarasai on Litauen Netz （页面存档备份，存于）
- Awarded "EDEN - European Destinations of Excellence" non traditional tourist destination 2010 （页面存档备份，存于）